# چادر قرمز (فیلم)
چادر قرمز (به انگلیسی: The Red Tent) فیلمی محصول سال ۱۹۶۹ و به کارگردانی میخائیل کالاتازوف است. در این فیلم بازیگرانی همچون شان کانری، کلودیا کاردیناله، هاردی کروگر، پیتر فینچ، ماسیمو جیروتی، لوئیجی وانوکی، ادوارد مارتسویچ، ماریو آدورف، اوتار کوبریدزه، نیکیتا میخالکوف، بوریس خملنیتسکی، یوری سولومین و دوناتاس بانیونیس ایفای نقش کرده‌اند.